# Пеньки (Талицький міський округ)
Пеньки́ (рос. Пеньки) — село у складі Талицького міського округу Свердловської області.
Населення — 169 осіб (2010, 251 у 2002).
Національний склад станом на 2002 рік: росіяни — 91 %.